# Saccolaimus peli
Saccolaimus peli là một loài động vật có vú trong họ Dơi bao, bộ Dơi. Loài này được Temminck mô tả năm 1853.